# Sauvagella madagascariensis
Sauvagella madagascariensis é uma espécie de peixe da família Clupeidae.
É endémica de Madagáscar.
Os seus habitats naturais são: rios.
Está ameaçada por perda de habitat.